# Tiếng Nguồn
Tiếng Nguồn là ngôn ngữ của người Nguồn, một dân tộc ít người sinh sống ở vùng núi Trường Sơn tại huyện Minh Hóa, tỉnh Quảng Bình, Việt Nam, và vùng lân cận bên Lào .
Tiếng Nguồn thuộc nhóm ngôn ngữ Việt-Mường của ngữ hệ Nam Á. Tiếng Nguồn hiện được Glottolog xếp là một ngôn ngữ riêng .
Tại Việt Nam người Nguồn hiện chưa được công nhận là một dân tộc, nên tiếng Nguồn chỉ được xem là tiếng địa phương. Có những ý kiến khác nhau về tiếng Nguồn. Có ý kiến cho rằng tiếng Nguồn là tiếng địa phương của tiếng Việt có ý kiến khác cho rằng tiếng Nguồn là phương ngữ cực nam của tiếng Mường, hoặc cho rằng đó là ngôn ngữ trung gian giữa tiếng Việt và tiếng Mường. Thực tế tiếng Nguồn gần giống tiếng Thổ hay tiếng Mường. Chamberlain (2003) và Sidwell (2009) coi nó là ngôn ngữ thứ ba của nhóm Việt-Mường.

## Vị trí địa lý
Hầu hết những người sống ở huyện Tuyên Hóa (cùng với những người dân láng giềng Sách, một nhóm người Chứt cũng nói ngôn ngữ thuộc ngữ chi Việt) và ở huyện Minh Hóa (sống với những người Việt láng giềng).
Ngoài ra còn có nhóm người sống ở Lào, nhưng các báo cáo thì mâu thuẫn về vị trí chính xác của họ. Theo Chamberlain (1998), đó là một ngôi làng ở miền trung Lào được gọi là Ban Pak Phanang ở huyện Boualapha, tỉnh Khammouane.

## Mối quan hệ
Chéon (1907), Maspéro (1912) và Cuisinier (1948) coi tiếng Nguồn có liên quan chặt chẽ hơn với tiếng Mường trong khi Mạc Đường (1964), Nguyễn Dương Bình (1975) và Phạm Đức Đương (1975) đã liên kết nó với tiếng Việt.
So sánh sau này của Nguyễn Văn Tài (1975) và Nguyễn Phú Phong (1996) cho thấy mối liên hệ chặt chẽ hơn với các phương ngữ Mường, và điều này được lặp lại bởi Barker (1993) (và những người khác).
Jerold A. Edmondson, Kenneth J. Gregerson và Nguyễn Văn Lợi đề cập rằng ngôn ngữ này là "mối quan tâm lớn đối với những người nghiên cứu lịch sử ngôn ngữ Việt" do những phát triển lịch sử khác biệt của nó.
Nguyễn Văn Thắng (1975) lưu ý rằng những người nói tiếng Nguồn có thể giao tiếp với người nói tiếng Mường với mỗi bên nói ngôn ngữ riêng của họ, nhưng người nói tiếng Việt không biết tiếng Mường thì không thể hiểu được.
Mặc dù gần gũi hơn với Mường nói chung (đặc biệt liên quan đến sự tương đồng về hệ thống âm thanh), nhưng ở một số khía cạnh nó giống với tiếng Việt hơn. Ví dụ, từ phủ định chính trong tiếng Việt là không, là một từ mượn từ tiếng Trung được ngữ pháp hoá. Từ phủ định chẳng, được ghi nhận rộng rãi trong những giai đoạn đầu của tiếng Việt, đã bị thay thế bởi từ không gốc Trung trong phần lớn trường hợp.. Ngược lại, trong tiếng Mường, chẳng vẫn được dùng hết sức rộng rãi. Tiếng Nguồn thì giống như tiếng Việt, dùng không thay vì chẳng. Trong đặc điểm này về việc mất từ bản địa, tiếng Nguồn giống như tiếng Việt hơn là Mường.

## Biến thể
Nguyễn Phú Phong (1996) lưu ý rằng có hai biến thể:
- Cổ Liêm
- Yên Thọ (hay An Thọ)

Biến thể Yên Thọ gần gũi với tiếng Việt hơn Cổ Liêm về sự phát triển âm vị học nhất định.